# Managementassistant
Een managementassistant is niet per definitie een directiesecretaresse. Het beroep managementassistant (of kortweg assistant) overkoepelt erg uiteenlopende functies en komt voor in elke bedrijfssector en bij de overheid. Het takenpakket is afgestemd op de omstandigheden: sector, grootte, bedrijf, managementstijl ... en is dus niet gestandaardiseerd.

## Beroepsomschrijving
Sinds 2006 luidt het beroepscompetentieprofiel volgens de Sociaal-Economische Raad van Vlaanderen (SERV) voor managementassistants als volgt:
“De managementassistant is gelieerd aan één of meerdere personen voor wie zij/hij een pakket taken vervult afhankelijk van een concrete situatie.
Voor deze hiërarchisch meerderen werkt zij/hij inhoudelijk, voorbereidend en ondersteunend bij de uitvoering van hun werkzaamheden. Vooral administratief en organisatorisch rekent de manager op zijn assistant: zij/hij staat in voor het organiseren van activiteiten, beheren van informatie en correspondentie en voor het tijds- en prioriteitenbeheer van de manager. De managementassistant heeft inzicht in de kernactiviteiten en strategieën van het bedrijf en gaat discreet om met vertrouwelijke informatie.”
De omschrijving zegt veel over het beroep, maar lang niet alles. Betrokkenheid, flexibiliteit en meertaligheid zijn kwaliteiten die hoog ingeschat worden. De managementassistant is de rechterhand van één directeur, ondersteunt een groep van managers of een volledige afdeling. Een assistant kan een team vormen met andere assistants, al dan niet leiding geven of tijdelijke projecten coördineren. De mogelijkheden zijn even divers als het bedrijfsleven zelf. Initiatief en verantwoordelijkheid zijn facetten van het beroep waaruit managementassistants vaak het grootste werkplezier halen. Dat tekent ook de evolutie van klassieke secretaresse tot comanager die het beroep ondergaan heeft.

## Opleiding
In België hebben managementassistants meestal een bachelor aan een hogeschool behaald. De studie bachelor officemanagement is geknipt voor managementassistants. De studiekeuze wordt vooral gepromoot bij leerlingen van richtingen als economie-moderne talen, handel-talen, secretariaat-talen of kantooradministratie. Andere mogelijke studierichtingen zijn bachelor secretariaat-talen, bachelor commerciële communicatie of communicatiemanagement.

## Soorten managementassistants
De verschillende functietitels van managementassistants zijn onderverdeelbaar in topassistants (met ruime autonomie en verantwoordelijkheden), departmentassistants (specifieke vakkennis) en allroundassistants (vaak starters).